# اسماعیل خالد (بازیکن فوتبال، زاده ۱۹۷۵)
اسماعیل خالد (انگلیسی: Smaïl Khaled؛ زادهٔ ۸ سپتامبر ۱۹۷۵) بازیکن فوتبال اهل الجزایر بود.
از باشگاه‌هایی که در آن بازی کرده‌است می‌توان به باشگاه فوتبال وفاق سطیف اشاره کرد.
وی همچنین در تیم ملی فوتبال الجزایر بازی کرده‌است.